# Hyuna
Kim Hyun-ah (hangul: 김현아), mer känd under artistnamnet Hyuna (HyunA), född 6 juni 1992 i Seoul, är en sydkoreansk sångerska, låtskrivare, dansare och fotomodell. Hon var tidigare medlem i tjejgruppen 4Minute från 2009 till 2016, och innan dess även medlem i tjejgruppen Wonder Girls under en kort tid 2007 men var tvungen att lämna på grund av problem med sin hälsa. Hon är även med i duogruppen Trouble Maker, samt i trion Triple H.
Under 2012 var hon med i Psys hitlåt "Gangnam Style" samt den andra versionen "Oppa Is Just My Style".

## Diskografi

### Album
| Albuminformation                             | Topplacering          | Topplacering   |
| Albuminformation                             | Sydkorea (Gaon Chart) | Japan (Oricon) |
| -------------------------------------------- | --------------------- | -------------- |
| Bubble Pop! (EP-skiva) - Släppt: 5 juli 2011 | 7                     | —              |
| Melting (EP-skiva) - Släppt: 22 oktober 2012 | 5                     | 158            |
| A Talk (EP-skiva) - Släppt: 28 juli 2014     | 3                     | 175            |
| A+ (EP-skiva) - Släppt: 21 augusti 2015      | 5                     | 12             |
| A'wesome (EP-skiva) - Släppt: 1 augusti 2016 | 2                     | 20             |

### Singlar
| År               | Titel                             | Topplacering          | Topplacering     |
| År               | Titel                             | Sydkorea (Gaon Chart) | Japan (Oricon)   |
| Solo & samarbete | Solo & samarbete                  | Solo & samarbete      | Solo & samarbete |
| ---------------- | --------------------------------- | --------------------- | ---------------- |
| 2010             | "Change" (med Junhyung)           | 2                     | —                |
| 2011             | "Bubble Pop!"                     | 3                     | —                |
| 2011             | "A Bitter Day"                    | 9                     | —                |
| 2011             | "Just Follow"                     | 21                    | —                |
| 2012             | "Ice Cream"                       | 1                     | —                |
| 2013             | "My Color"                        | 25                    | —                |
| 2014             | "Red"                             | 3                     | —                |
| 2014             | "Blacklist"                       | 17                    | —                |
| 2015             | "Roll Deep" (med Ilhoon)          | 13                    | —                |
| 2015             | "Run & Run"                       | 99                    | —                |
| 2016             | "How's This?"                     | 5                     | —                |
| 2016             | "Freaky"                          | 104                   | —                |
| 2016             | "U&ME"                            | 99                    | —                |
| 2016             | "Morning Glory"                   | —                     | —                |
| 2017             | "BABE"                            | 13                    | __               |
| Medverkan        |                                   |                       |                  |
| 2009             | "2009" (av AJ)                    | —                     | —                |
| 2009             | "Wasteful Tears" (av Navi)        | —                     | —                |
| 2009             | "Bittersweet" (av Brave Brothers) | —                     | —                |
| 2009             | "Oh Yeah" (av MBLAQ)              | —                     | —                |
| 2010             | "Love Parade" (av Park Yun-hwa)   | —                     | —                |
| 2010             | "Outlaw in the Wild" (av Nassun)  | 10                    | —                |
| 2010             | "Say You Love Me" (av G.NA)       | 14                    | —                |
| 2011             | "Golden Lady" (av Lim Jeong-hee)  | 4                     | —                |
| 2011             | "Let It Go" (av Heo Young-saeng)  | 19                    | —                |
| 2012             | "Oppa Is Just My Style" (av Psy)  | —                     | —                |
| 2012             | "She Is My Girl" (av S4)          | —                     | —                |
| 2012             | "Don't Hurt" (av Eru)             | 33                    | —                |
| 2014             | "Where You Going Oppa?" (av Rain) | —                     | —                |